# Petite rivière Noire (rivière Portneuf)
Pour les articles homonymes, voir Petite rivière Noire (homonymie).
La petite rivière Noire est un affluent de la rivière Portneuf, coulant sur la rive Nord-Ouest du fleuve Saint-Laurent, dans la municipalité de Portneuf-sur-Mer, dans la municipalité régionale de comté (MRC) de La Haute-Côte-Nord, dans la région administrative de la Côte-Nord, dans la Province de Québec, au Canada.
À partir de la route 138, la route forestière « Chemin de la Rivière des Cèdres » remonte par la rive Sud la vallée de la rivière Portneuf (Côte-Nord), en passant devant l’embouchure de la petite rivière Noire. Une route forestière secondaire dessert la vallée de la Petite rivière Noire, en se connectant vers l’Est à la route 138,,
La foresterie constitue la principale activité économique du secteur ; les activités récréotouristique, en second.
La surface de la petite rivière Noire est habituellement gelée de la fin novembre au début avril, toutefois la circulation sécuritaire sur la glace se fait généralement de la mi-décembre à la fin mars.

## Géographie
Les principaux bassins versants voisins de la petite rivière Noire sont :
- côté Nord : rivière du Sault aux Cochons, ruisseau Tardif ;
- côté Est : Petite rivière Marguerite, estuaire du Saint-Laurent ;
- côté Sud : rivière Portneuf, rivière à la Truite, baie de Mille-Vaches, estuaire du Saint-Laurent ;
- côté Ouest : rivière Portneuf, rivière à Philias, rivière des Cèdres, ruisseau Montisembeau, ruisseau Marcoux, ruisseau Poisson, rivière Rocheuse[1].

La petite rivière Noire prend sa source du côté Sud d’une zone de marais, en zone forestière et du côté Ouest d’une montagne dont le sommet atteint 174 m. Cette source de la rivière est située à 6,4 km au Sud d’une courbe de la rivière du Sault aux Cochons ; à 4,5 km au Nord-Ouest de l’embouchure de la petite rivière Noire (confluence avec la rivière Portneuf) ; à 5,3 km au Nord-Ouest de la confluence de la rivière Portneuf et du fleuve Saint-Laurent ; à 10,7 km au Sud du centre-ville de Forestville.
À partir de sa source, la petite rivière Noire coule entièrement en zones forestières sur 9,0 km selon les segments suivants :
- 3,0 km vers le Nord-Est, en traversant un petit lac non identifié (altitude : 104 m jusqu’à son embouchure ;
- 2,8 km vers le Sud-Est en passant du côté Est d’une zone de marais, jusqu’à un coude de rivière ;
- 1,0 km vers le Sud-Ouest, jusqu’à la décharge (venant du Nord) d’un lac non identifié ;
- 2,2 km vers le Sud, en formant une courbe vers l’Ouest, jusqu'à la confluence de la rivière[1].

La petite rivière Noire se déverse dans une baie (longueur : 0,3 km s’étirant vers l’Est) de la rive Nord de la rivière Portneuf (Côte-Nord) dans le secteur de Portneuf-sur-Mer. Cette confluence est située à :
- 5,5 km à l’Ouest de la confluence de la rivière Portneuf et du fleuve Saint-Laurent ;
- 10,7 km au Sud du centre-ville de Forestville ;
- 38,7 km au Nord du centre du village des Escoumins ;
- 70,4 km au Nord du centre du village de Tadoussac[1].

## Toponymie
Le toponyme "Petite rivière Noire" a été officialisé le 5 décembre 1968 à la Banque des noms de lieux de la Commission de toponymie du Québec.